# 半崎信朗
半崎 信朗（はんざき としあき、1981年 - ）は、日本の映像作家、アニメーター。東京都出身。
主に、NHKの音楽番組「みんなのうた」などのアニメーションや、Mr.Childrenのミュージックビデオなどを制作している。

## 経歴
2007年、東京藝術大学大学院デザイン科修了。卒業制作が多くのコンペティションに入賞し、以後はフリーの映像作家として活動する。
シンガーソングライターの半﨑美子とはインディーズ時代から共同作業を行っている。同姓だが血縁関係はなく、半﨑美子が親戚だと勘違いして連絡を取ったことで知り合った。

## 作品一覧

### みんなのうた
- ◆は、5分間1曲枠の楽曲（ロングのうた）。
- 1.お弁当ばこのうた ～あなたへのお手紙～ / 半﨑美子（2017年4月・5月放送）◆
- 2.こんど、君と / 小田和正（2021年4月・5月放送）◆
- 3.ヒカレ / JUN SKY WALKER(S)（2024年4月・5月放送）

### 星新一ショートショート[4]
- 「約束」
- 「不満」

### ミュージック・ビデオ
- AKB48「履物と傘の物語」
- Mr.Children「花の匂い」
- Mr.Children「常套句」
- Mr.Children「himawari」
- THE YELLOW MONKEY「Horizon」
- 半﨑美子「母へ」
- 半﨑美子「明日へ向かう人」
- 半﨑美子「明日への序奏」
- 古川本舗「魔法」

### ライブスクリーン映像
- 『Mr.Children Tour 2009 〜終末のコンフィデンスソングス〜』
  - 「OPENING」
  - 「東京」
- 『Mr.Children DOME TOUR 2009 SUPERMARKET FANTASY』
  - 「CANDY」
  - 「365日」
- 『Mr.Children Tour 2011 SENSE』
  - 「I」
  - 「365日」
  - 「ロックンロールは生きている」
  - 「ポケット カスタネット」
- 『Mr.Children STADIUM TOUR 2011 SENSE -in the field-』
  - 「OPENING」
  - 「365日」
- 『MR.CHILDREN TOUR POPSAURUS 2012』
  - 「365日」
- 『Mr.Children [(an imitation) blood orange] Tour』
  - 「OPENING」
  - 「常套句」
  - 「天頂バス」
- 『Mr.Children TOUR 2015 REFLECTION』
  - 「WALTZ」
  - 「進化論」
- 『Mr.Children Stadium Tour 2015 未完』
  - 「擬態」
  - 「WALTZ」
  - 「進化論」
  - 「Starting Over」
- 『Mr.Children DOME & STADIUM TOUR 2017 Thanksgiving 25』
  - 「掌」
- 『Mr.Children Tour 2018-19 重力と呼吸』
  - 「addiction」
- 『Mr.Children Dome Tour 2019 "Against All GRAVITY"』
  - 「addiction」
- 『Mr.Children 30th Anniversary Tour 半世紀へのエントランス』
  - 「DANCING SHOES」
- 『Mr.Children tour 2024 miss you arena tour』
  - 「靴ひも」
  - 「Fifty's map ～おとなの地図」
  - 「ケモノミチ」
  - 「365日」
  - 「in the pocket」

### 映画
- 『Highheel 〜こだわりが生んだおとぎ話〜』オープニングアニメーション

### VR映画
- 『Last Dance（ラストダンス）』監督

### 絵本
- 道尾秀介「緑色のうさぎの話」イラスト

### ステーションID
- スペースシャワーTV「KEEP CALM AND CARRY ON」楽曲：Predawn